# Mateusz Bartczak
Mateusz Bartczak (ur. 15 sierpnia 1979 w Legnicy) – polski piłkarz, grający na pozycji pomocnika, mistrz Polski w sezonie 1999/2000 z Polonią Warszawa oraz 2006/2007 z Zagłębiem Lubin, obecnie zawodnik Chojnowianki Chojnów.

## Kariera
Dysponujący dobrymi warunkami fizycznymi zawodnik swoją karierę rozpoczynał w sezonie 1994/1995 występując w zespole Miedź Legnica. Przed sezonem 1997/1998 przeniósł się do Polonii Warszawa, a w trakcie sezonu 2002/2003 do Amiki Wronki. Po sezonie 2005/2006 przeniósł się do Zagłębia Lubin. W polskiej ekstraklasie debiutował 4 kwietnia 1998 roku w spotkaniu Polonii Warszawa z GKS-em Katowice. Na pierwszoligowych boiskach rozegrał dotychczas 210 spotkań, w których strzelił 10 bramek (stan na 18 sierpnia 2009 roku). 28 lutego 2011 został zawodnikiem Cracovii. Od jesieni 2013 zawodnik Chojnowianki Chojnów.

## Sukcesy

### Polonia Warszawa
- Mistrzostwo Polski: 1999/2000
- Puchar Ekstraklasy: 1999/2000
- Puchar Polski: 2000/2001

### Zagłębie Lubin
- Mistrzostwo Polski: 2006/2007
- Superpuchar Polski: 2007/2008